# Sárkányok a magyar mesékben

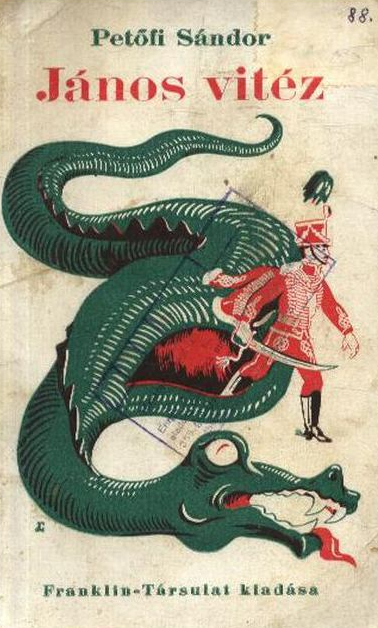
Egy híres sárkány, aki János vitéz ellenfele Petőfi Sándor verses meséjében

A magyar kultúrkörben a sárkány mítoszok és legendák ősi sárkánya, isteni szörnyetege és a kincseket őrző lény, legtöbbször szárnyas, pikkelyes hüllő alakjában, ám egyes esetekben a megjelenése ötvözheti más lények egyesített tulajdonságait is. A Magyar néprajzi lexikon szerint a néphit, illetve a hiedelemmondák kétféle alakban ismerik:
- „A tarajos csúszó, tarajos kígyó félelmetes, természetfeletti erejű kígyó. Szárnyas alakú, elöl lóhoz, hátul kígyóhoz hasonlít, pikkelyes kemény bőrű, hosszú körmű, hosszú fogú, lángoló tarajú; szikrát fúj, lángot hány. Színe különböző: sárga, fehér, fekete, vörös, kék, de lehet piros nyelvű, vörös testű, piros-fekete pikkelyes farkú, fekete-sárga szárnyas is.”
- „Sárkány, mint a garabonciás lova, kapcsolatban áll a viharral, jégesővel és a kincsekkel. Olyan halból vagy kígyóból lesz, amelyet mocsárban, kőszirtben elbújva hét évig emberi szem nem látott.”

## Korai megjelenések
A 18. század előtt a sárkányok, mint ősi hitvilág elemei jelennek meg. A legrégebbi, univerzális funkciójuk alapján az anyagi és szellemi világ közötti kapcsolatot szimbolizálják, amelyek között szabad átjárásuk van.  Később általában a természeti erőkkel, jelenségekkel azonosították őket, melyeknek vagy az okozói, vagy az elmulasztói lehettek. Általánosságban kijelenthető, hogy legtöbbször a pusztító, villámló viharokkal hozták összefüggésbe a sárkányok megjelenését, ahol a vihar mennydörgése tulajdonképpen a sárkányok tombolása volt az égben . Pivárcsi István Székelyföldi legendárium című műve szerint az égben egymással csatározó sárkányok a farkukkal összetörték a felhőket, melyekből hatalmas özönvíz zúdúlt a magyar földekre.

## Tulajdonságaik és létrejöttük

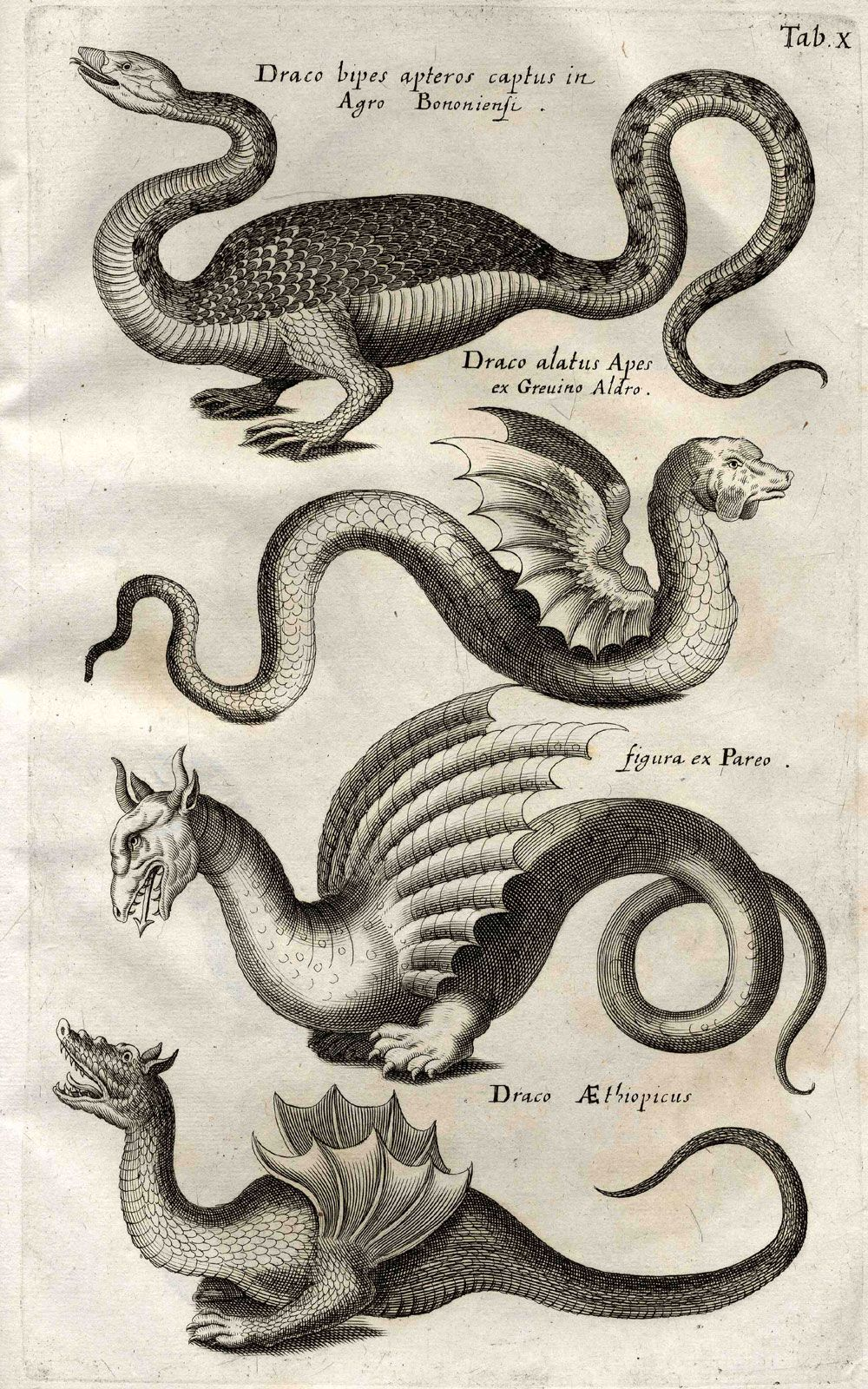
Sárkányok, középkori zoológusok leírása és ábrázolása

A középkori humanista zoológusok leírása és ábrázolása szerint: pikkelyes, krokodilhoz hasonló állat, hosszú farokkal és denevérszárnyakkal. Miskolczi Gáspár is a 17. század végén azonban azt írta: „semmi szárnyuk nints, hanem tsak igen vén és meg nevekedett Kígyók.”
A mitikus keveréklény a sárkány, a magyar kultúrkörben is - egyéb lényekkel együtt - a Sátán-szimbólumok (baziliszkusz, béka, boszorkány, denevér, gyík,egér, farkas,  kaméleon, kecskebak, kígyó, kutya, légy, macska, majom, medve, mókus, oroszlán,  pók, róka,  sárkány, varjú) között szerepel. 
Habár a legendáriumok nem nyújtanak teljes körű információt a sárkányok létrejöttével kapcsolatban, egyes területeken elfogadott tény volt, hogy a sárkányok valamilyen más állatból alakulnak ki.
A Csallóköz vidékén például úgy hitték, hogy a sárkány vagy öreg csukából, vagy pedig 7 vagy 13 éves kakasból alakul ki, amikor az előbbi vagy beleveti magát az iszapba, vagy az utóbbi esetében a házi rejtekébe vonul, ahonnan csak a garabonciás tudja kibűvölni, már sárkány alakjában. Máshol úgy tartották, hogy a sárkányok születhetnek más sárkányoktól is, ahol a nőstény 7 évig hordja ki a fiát és 7 évig szoptatja. Az ősi magyar hitvilág szerint a sárkányok általában kétféle alakban jelenhetnek meg. Első, a már említett Garabonciás által megszelídíthető, hátasként használatos lény, míg a második elgondolás szerint a sárkányok tarajos csúszómászóhoz, hüllőhöz hasonlatos lények hosszú karmokkal és fogakkal, illetve különböző színű pikkelyekkel, melyet nehezen üt át a kard. Odvakban, barlangokban tanyáznak, és bizonyos történetekben tűzokádó képességekkel is rendelkeznek.

## Szerepük
Bár a korai elbeszélésekben nincs kincsőrző szerepük, a későbbi évszázadokban már megjelentek az aranyat, drágakövet őrző sárkányok is, amiben nagy szerepe volt annak,  hogy a sárkány alakja egyre jobban átkerült a gyermekmesékbe a 19. századi illetve a korai 20. századi magyar irodalomban, ahol a sárkány legtöbbször ijesztő és gonosz lényként jelenik meg. A történet szempontjából a fő szerepük a cselekmény beindítása, illetve a hős cselekvésre késztetése. Ezekben a történetekben általánosságban nem csak kincset őriznek, hanem királykisasszonyokat is elrabolnak, így a hős feladata a sárkány legyőzése mellett a lány kiszabadítása is a rettegett szörny karmaiból, elnyerve annak szerelmét, illetve egyúttal önmaga számára a dicsőséget is. 

## Sárkányok a magyar gyermekmesékben

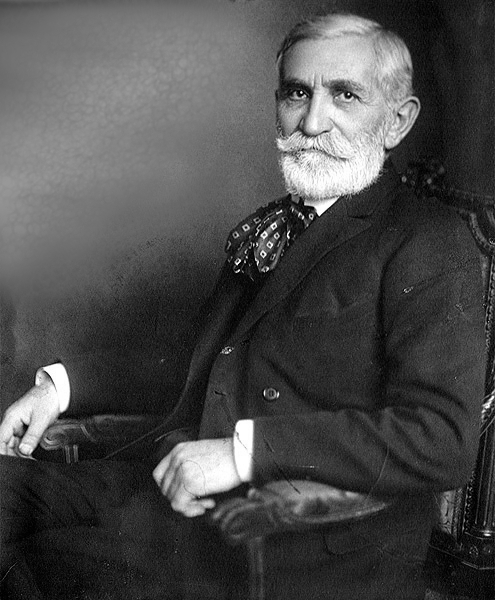
Benedek Elek író

A magyar gyermekmesékben rendkívül gyakran ábrázolásra kerül a sárkány alakja, ahol kezdetben a hős-ellenség ellentétében jelent meg. Érdemes megemlíteni, hogy ezekben a történetekben a sárkányoknak antropomorf, ellenséges lények, akik legtöbbször nagyon is emberi tulajdonságokkal vannak felruházva. Nem vetik meg a vigasságokat sokszor a bort sem, illetve torzsalkodó vitákba is mélyedhetnek a hőssel a küzdelmük előtt vagy közben. Benedek Elek (író), Illyés Gyula, illetve Ipolyi Arnold történeteiben felfedezhetőek fel legjobban a sárkányoknak ezen tulajdonságai. 

Süsü a kitaszított, egyfejű, pikkelyes sárkány barátjával a királyfival

Benedek Elek János diák című meséjében a sárkány „nagyokat szippog az orrával”, a Hajnalban pedig az is megemlítésre kerül Benedek Elek által az, hogy a sárkányok lakhelye tulajdonképpen Sárkányország, ahová a hősnek le kell utaznia.  Ipolyi Arnold Népmesegyűjteményében, illetve Illyés Gyula Hetvenhét Magyar Népmeséjében pedig a fiatal vitéz, vagy szegény sorsú fiú viadala kerül előtérbe a sárkánnyal, ahol a lény legyőzése egyúttal a hős felnőttkorba lépését is szimbolizálja. 
Érdekesség, hogy ezekben a mesékben a többfejű sárkány képe is megjelenik 3, (leggyakrabban) 7, 12, 14, 24 fejű bestia képében, de nem ritka az 5, 9, 21, ritkán 100 fejű sárkány történetbe építése sem, ennek oka a számok szimbolikus szereppel való felruházásában keresendő, ami a magyar folklórban kiemelt jelentőséggel bír. 
Az 1970-es évek környékén azonban változás köszöntött be: az agresszív, ellenséges lény képét felváltotta  barátságos, bölcs sárkány képe, akit már a hősnek nem érdemes, és nem is szabad legyőznie. Lázár Ervin Hétfejű Tündérében a csúnya fiú egyetlen reménye, hogyha megöli a hétfejű tündért (=sárkányt), akkor ki lesz gyógyítva a csúfságából. Azonban mielőtt végre tudná hajtani végleg a feladatot, a lény szemébe néz, ahol megpillantja annak jóságát, és egyúttal rájön a saját tettének súlyára is. 
Csukás István Süsüjében pedig nemcsak Süsü sajátosan barátságos természete az újdonság; a sárkánynak egy feje van, ami egyben a kitaszítottságát is jelképezi a többfejű sárkányközösségből. 
Csukás kiemelt hangsúlyt fektet a sárkány érzelmes oldalának bemutatására, amivel a gyerekek könnyen tudnak azonosulni.

## Repülés
A sárkányok félelmetes volta többek között abból ered, hogy így vagy úgy, de képesek repülni. A már említett sárkányember táltos lovakat használ, de a sárkányok többsége saját erőből, többnyire szárnyakkal repül. Az ecsedi-láp sárkánya, a sárkánykígyó hiedelemmondáinkban a garabonciás hátaslovaként szolgált. A naphajú királylányt elrabló sárkánynak villámló szárnyai vannak. Süsü, aki egyáltalán nem repül, ritka kivételnek számít.

## Tűzokádás

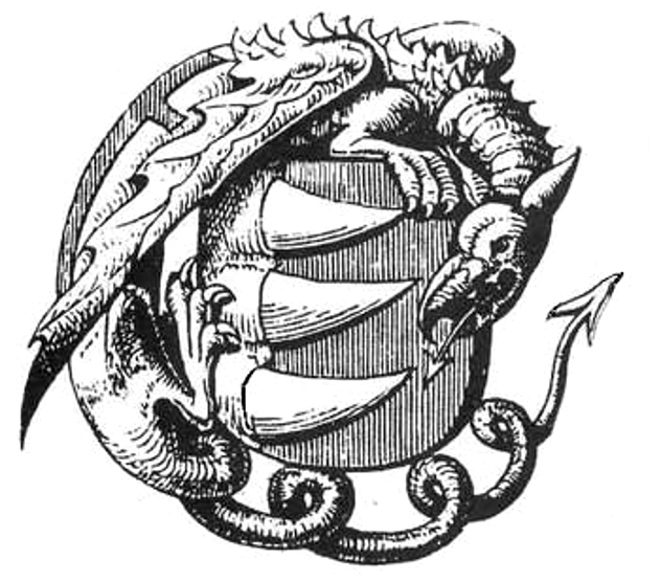
Az ecsedi-láphoz több népmonda is fűződik, mely szerint hatalmas sárkány tanyázott az irdatlan mocsárban. Amit a Báthoriak egyik őse Opos vitéz ölt meg, emiatt került a családi címerbe a három sárkányfog és a Sárkány Lovagrend jelvénye, a farkával nyaka köré tekeredő, azaz önmagát megfojtó sárkánykígyó, egy Uroborosz

A magyar sárkányok – külföldi rokonaikhoz hasonlóan – orrlikaikon vagy szájukon keresztül gyakorta tüzet, de legalábbis füstöt okádnak. Benedek Elek 
A fekete havas című meséjében azonban a hétfejű tűzokádó sárkányt is legyőzi a legkisebb királyfi:
Hát - Uram,  Jézus Krisztus,  adj  egy  kicsi  spirituszt!  -  alighogy  az  idősebb  királyfiknak bekoppant a szemük, jött a hétfejű sárkány, s a hét szájából szakadt a láng hét rőffel előre.
- Gyere, gyere - mondá a kicsi királyfi -, emberedre találsz! -
Hej, hogy megküzdöttek, hogy megerősködtek, de hogy! Még a föld is rengett belé, ahogy össze - összecsaptak, de a kicsi királyfi bizony nem költötte fel a bátyjait. Meggyőzte ő egymaga is a hétfejű sárkányt. Hanem aztán ennek annyi vére folyt ki, hogy csakugyan egy égő szikra sem maradt a tűzből.
Csukás István Mirr-Murr kandúr kalandjai című modern mesesorozatában, A hétfejű tűzokádó sárkány című epizód bájos könnyező sárkányának mind a hét feje segítséget kér a tűz csiholáshoz.

## A fejek száma
Ezekkel a sorokkal kezdődik a Balaton legendája: „Valamikor réges-régen élt Bakony erdejében egy hatalmas sárkány, akinek huszonnégy feje volt. Mind a huszonnégy fejéből lángcsóvák csaptak ki, ha nem kapta meg napi táplálékát: huszonnégy gyönyörű lányt. Egy napon aztán a környék legerősebb legényének, Balatonnak a mátkájára került sor –”
Egyes mesékben egyfejűtől huszonnégy fejű sárkányig bármi előfordulhat , habár a magyar mesevilág specialitása a hétfejű sárkány. A fejek számát tekintve a leggyakoribb hetes számon kívül gyakori a hármas és tizenkettes is, ami érthető, mert e számok mindegyike mély szimbolikus tartalommal bír, nemcsak a magyar mesékben, de a legkülönbözőbb népek mitológiáiban és vallásaiban is.
A népszerű televíziósorozat bábsárkányának Süsünek, mintegy eposzi jelzőjévé vált, hogy ő „az egyfejű”; az ő történetében az egy fej testi fogyatékosságnak számít; emiatt testvérei csúfolják, apja kitagadja.
Előfordul, hogy egyazon mesében több sárkány is szerepel: a történet előrehaladtával a hős egyre több fejű sárkányokkal találkozik, s ezek – fejeik számával egyenes arányban – egyre veszélyesebbek. A fokozatosság Süsü történetében is megjelenik, igaz, csak narratív szinten: „Nekem például már csak egy fejem van! Az apámnak három van! A nagyapámnak hét volt, a dédapámnak tizenkettő, az ükapámnak huszonnégy.”

## Fokozatosság
A sárkányokkal való küzdelem gyakori eleme a fokozatos történetépítés. Ez, mint láttuk, elsősorban a fejek számában nyilvánul meg, de más eszközök is vannak. A tizenhárom hattyú című mesében a sárkány ereje az élet borában rejlik, amihez nehéz hozzájutni: a bor a pincében található kőhordóban, azon belül egy vas-, réz-, ezüst-, arany-, végül egy gyémánthordóban volt elrejtve. Benedek Elek Kondás Jankó című meséjében a főhős a mind erősebb sárkányokkal azok ólom-, ezüst- és aranyvárában küzd meg.

## Egyéb
A sárkányok kisebb-nagyobb mértékben antropomorfok, azaz emberi tulajdonságokkal vannak felruházva. Képesek ember módjára enni, inni, beszélni és ruházkodni. A lóvátett sárkányban a sárkány naiv, hiszékeny, ezért könnyű túljárni az eszén. Süsü „szelíd volt, mint a bárány, félénk volt, mint egy kecskegida, jámbor volt, mint egy kolduló barát. Amúgy persze külsőre pontosan olyan behemót nagy volt ő is, mint a többi sárkány! De csak külsőre! Belül meg, mint egy kis egér.”

### Könyvek
- ↑ SZI: Pál Edit és Újvári József. Szimbólumtár: Jelképek, motívumok témák az egyetemes és a magyar kultúrából (magyar nyelven) (2005)
- ↑ MNL: Ortutay Gyula. Magyar Néprajzi Lexikon (magyar nyelven). Akadémiai Kiadó (2005)
- ↑ SZL: Pivárcsi István. Székelyföldi Legendárium (magyar nyelven). Új Palatinus Könyvesház Kft (2008)
- ↑ SZI: Pál Edit és Újvári József. Szimbólumtár: Jelképek, motívumok témák az egyetemes és a magyar kultúrából (magyar nyelven) (2005)
- ↑ ORT: Ortutay Gyula. Magyar néprajzi lexikon (magyar nyelven). Akadémiai Kiadó (1977)
- ↑ VLA: Vladimir Propp. A Mese Morfológiája (magyar nyelven). Osiris Kiadó (2005)
- ↑ BEN: Benedek Elek. Magyar mese-és mondavilág I-III (magyar nyelven). Móra Ferenc Ifjúsági Könyvkiadó (1989)
- ↑ ILL: Illyés Gyula. Hetvenhét Magyar Népmese (magyar nyelven). Móra Ferenc Ifjúsági Könyvkiadó (1977)
- ↑ LAZ: Lázár Ervin. A Hétfejű Tündér (magyar nyelven). Madách Könyvkiadó (1973)
- ↑ CSU: Csukás István. Süsü, a sárkány (magyar nyelven). RTV Minerva (1975)

### Cikkek
- ↑ CSB: Csaplár Benedek (2007). „Csallóközi, Különösen Dunaszerdahely - Táji Népszokások”. Népismereti Adalékok 1. (2), 495. o.